# スペイン領オラン

スペイン領オラン
Orán español (スペイン語)
وهران الإسبانية (アラビア語)

国歌: Marcha Real（スペイン語）
国王行進曲
現在のオランの位置。
（オレンジ色）

スペイン領オラン（スペインりょうオラン、スペイン語: Orán español、アラビア語: وهران الإسبانية）とは、オラン遠征の際にトレムセン王国との戦いに勝利して、トレムセンから割譲されたスペイン植民地である。

## 経緯
スペイン帝国は北アフリカ地域の植民地化の一環として、当時北アフリカ一帯を支配していたトレムセン王国に侵攻した。スペイン側の兵力は歩兵が8000人から1万2000人、騎兵は3000人から4000人、船舶は80隻、ガレー10隻に対してトレムセン王国側は兵力1万2000人でスペインに抵抗したが、スペインの奇襲攻撃によりトレムセンはほぼ壊滅し、スペインは圧倒的に勝利する事に成功した。
しかし、オランは1707年に西ベイリクに包囲され、翌年（1708年）には陥落し、スペインはオランを一時的に失った。
1732年にスペイン帝国がオランを奪い返し、その後の60年間にわたり統治し続けた。
1790年にアジェ摂政領が大地震で荒廃したオランを包囲し、そして2年後（1792年）にスペインは同地から撤退した事でスペイン統治時代の幕を下ろした。

### フランスの植民地へ
スペインの統治以降はオスマン帝国が支配していたが、1831年にフランスの支配に入った。